# سباستین پیگوت
سباستین پیگوت (به انگلیسی: Sebastian Pigott) (زاده ۱۴ فوریه ۱۹۸۳) خواننده-ترانه‌پرداز، بازیگر کانادایی است.
از فیلم‌هایی که وی در آن نقش داشته است می‌توان به اره سه‌بعدی، شاعر اشاره کرد.